# Lijst van rivieren in Bolivia

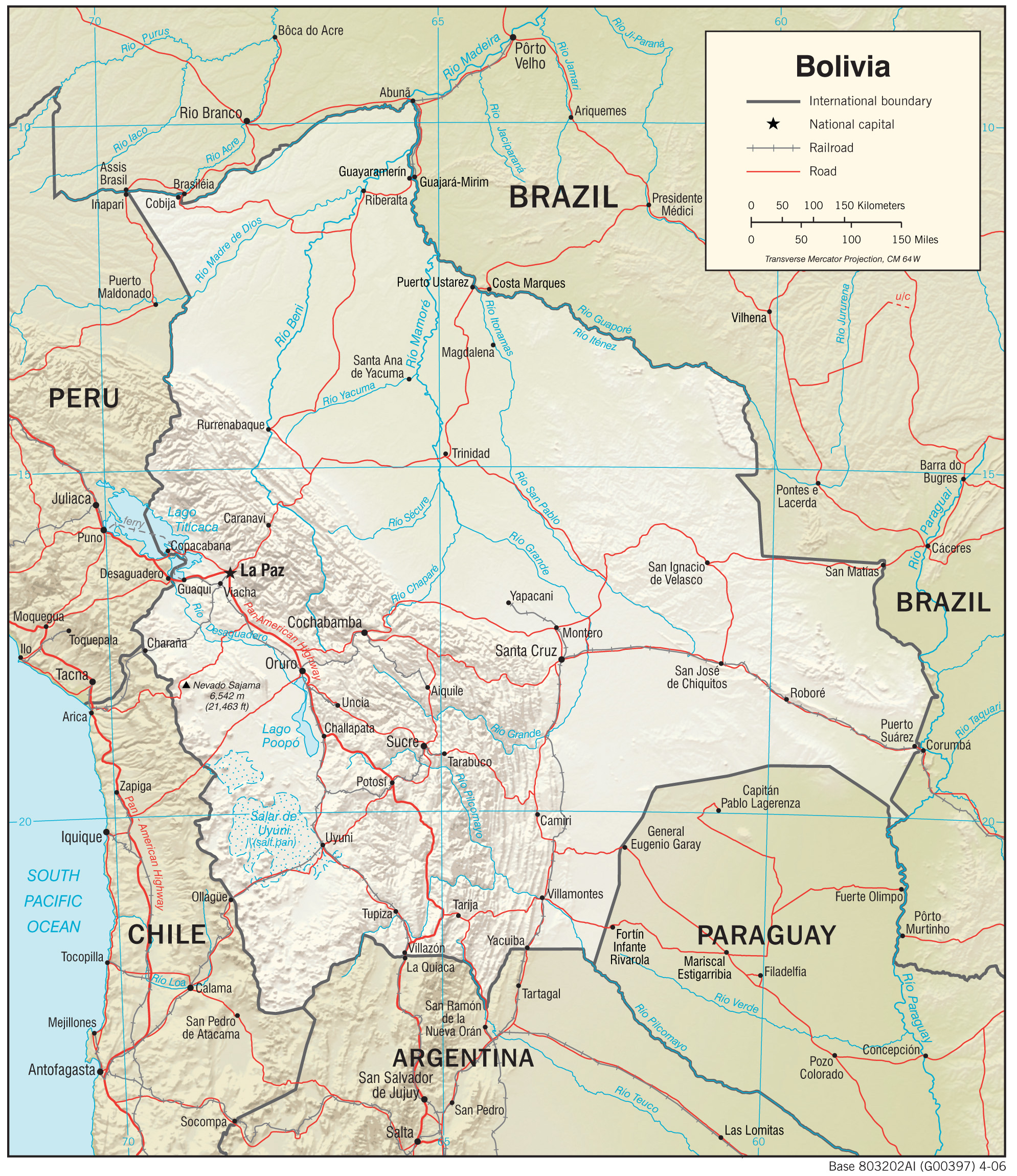
Kaart van Bolivia met een aantal van de belangrijkste rivieren.

Dit is een lijst van rivieren in Bolivia. De rivieren in deze lijst zijn geordend naar drainagebekken en de opeenvolgende zijrivieren zijn ingesprongen weergegeven onder de naam van elke hoofdrivier.

## Rivieren naar drainagebekken
Deze lijst is naar drainagebekken gegroepeerd. Rivieren met een lengte van meer dan 400 mijl (644 kilometer) worden vet weergegeven.

### Atlantische Oceaan

#### Amazonebekken
- - Madeira
    - Abuná
      - Río Negro
        - Pacahuaras

      - Mapiri
      - Rapirrán
      - Chipamanu
      - Xipamanu

    - Beni inclusief Alto Beni
      - Orthon
        - Tahuamanu
          - Muymano

        - Mamuripi
          - Manuripe

      - Madre de Dios
        - Sena
          - San Martin
          - Manuripi

        - Heath
        - Tambopata

      - Ivón
      - Arroyo Verde
      - Madidi
        - Esmeralda
        - Claro

      - Tuichi
        - Yariapo
        - Pelechuco

      - Quiquibey
      - Kaka
        - Coroico
          - Camata
          - Zongo

        - Mapiri
          - Challana
          - Tipuani
          - Atén
          - Consata
            - San Cristóbal

      - Boopi
        - Tamapaya
        - La Paz
          - Choqueyapu

      - Santa Elena
        - Altamachi

      - Cotacajes
        - Río Negro
        - Sacambaya
          - Amutara
          - Ayopaya
            - Colquiri
            - Leque
              - Sayarani
              - Tallija

    - Mamoré inclusief Mamorecillo
      - Yata
        - Benicito

      - Iténez (Guaporé)
        - Itonmas, ook wel San Miguel, San Julián of San Pablo
          - Machupo
          - Quizer
          - Parapetí eindigt gewoonlijk in de Bañados de Izozog
            - Cañón Verde

          - Santa Bárbara

        - Blanco ook wel Baures of Agua Caliente
          - San Martin
            - Negro of San Joaquin
            - San Simón

        - Paragúa
          - San Ramón
          - Tarvo

        - Verde
        - Paucerna

      - San Agustín
      - Yacuma
        - Rápulo
          - Maniqui

        - San Geronimo
        - Bio

      - Apere
        - Matos
        - Curico

      - Tijamuchi
      - Ibare
      - Isiboro
        - Sécure
          - Ichoa
          - Chipiriri

        - Tayota

      - Río Grande of Guapay
        - Yapacaní
          - Palacios
          - Alturas del Yapacaní
          - Surutú

        - Paila
        - Piray
          - Bermejo
          - Piojeras

        - Azero
        - Mizque
          - Julpe

        - Tomina
        - Charobamba
        - Chico
        - San Pedro
          - Chayanta

        - Caine
          - Arque
          - Rocha

      - Chapare
        - Espíritu Santo
        - San Matéo

      - Ichilo inclusief Alto Ichilo
        - Useuta
        - Choré
        - Ibabo
        - Chimoré
        - Sacta
        - Víbora
        - San Matéo
        - Moija

  - Purus (Brazilië)
    - Acre

#### La Platabekken
- Paraná (Argentinië)
  - Paraguay
    - Bermejo
      - Río Grande de Tarija
        - Itaú
        - Tarija
          - Salinas
          - Camacho
          - Guadalquivir

    - Pilcomayo
      - Pilaya
        - San Juan del Oro
          - Tupiza
          - Tumusla
            - Yura
              - Callama
              - San Juan

            - Qaysa
            - Cotagaita
              - Blanco

            - Camargo

        - Inka Wasi

    - Parapetí eindigt gewoonlijk in de Bañados de Izozog
    - Bamburral of Negro
      - Tucavaca
      - San Rafael

    - Curiche Grande
      - Río de la Fortuna

### Stille Oceaan
- Loa (Chili)
  - San Pedro de Inacaliri (Chili)
    - Silala

### Endoreïsche bekkensin hetHoogland van Bolivia

#### Poopomeer
- Desaguadero
  - Mauri
  - Titicacameer
    - Suches
- Márquez

#### Coipasameerof Salar de Coipasa
- Laq'a Jawira
- Lauca
  - Sajama
- Sabaya

#### Salar de Uyuni
- Puka Mayu
- Río Grande de Lipez
- Colorado